# Alebroides horneatus
Alebroides horneatus är en insektsart som beskrevs av Irena Dworakowska 1981. Alebroides horneatus ingår i släktet Alebroides och familjen dvärgstritar. Inga underarter finns listade i Catalogue of Life.